# Laurentius Passchijn
Laurentius Passchijn (Mariakerke, 1 juni 1765 – aldaar, 16 maart 1849) was een Belgisch politicus.
In 1813 werd hij de derde burgemeester van Mariakerke. Hij bleef dertien jaar in dit mandaat. 

## Mandaten
- Burgemeester van Mariakerke (1813-1826)